# Cao Xun
En aquest nom xinès, el cognom és Cao.
Cao Xun (231 - 244 EC) va ser un fill adoptat de Cao Rui, un emperador de l'estat de Cao Wei durant el període dels Tres Regnes de la història xinesa. No se sap qui eren els seus pares biològics, perquè Cao Rui deliberadament va mantenir les seves identitats en secret, encara que és probable que fóra adoptat des de dins del clan imperial Cao. En el 235 Cao Rui va instaurar Cao Xun com el Príncep de Qin. En el 239, després de la mort de Cao Rui, ell no va rebre el tron; més aviat, va ser pel seu germà Cao Fang, que també havia estat adoptat per Cao Rui.